# 西川寧
西川 寧（にしかわ やすし、1902年〈明治35年〉1月25日 - 1989年〈平成元年〉5月16日）は、20世紀を代表する日本の書家、金石学者、中国文学者、西域出土晋代墨蹟の書道史的研究で文学博士（慶應義塾大学）。字は安叔。号は靖闇。贈正三位（没時叙位）、贈勲一等瑞宝章（没時陞叙）。息子の西川杏太郎は奈良国立博物館長、東京国立文化財研究所所長を歴任した仏像を中心とした日本彫刻史の研究者。

## 略歴
明治の大家、西川春洞の三男として東京に生まれる。俗に「昭和の三筆」の一人とも言われる。現代の書壇に最も影響を及ぼし、書の巨人と呼ばれ、文字学研究者として、また書壇を驚かす強烈なインパクトの作品を数々残した。子に美術史研究者の西川杏太郎がある。
1920年（大正9年）に東京府立第三中学校を経て、1925年に慶應義塾大学文学部支那文学科を卒業、同予科講師。1933年同志と泰東書道院・謙慎書道会を創立。清の書家・趙之謙に傾倒し、楷書においては、六朝の書風を基礎とした豪快な書風を確立している。1938年から40年まで外務省在外特別研究員として北京に留学し、山西（大同雲崗他）、河南（殷墟）、山東（徳州、済南他）など各地の史蹟、古碑を訪ね、1947年より62年まで東京国立博物館調査員となり、北京で中国文学、金石学、中国書法を調査研究した。
戦後、二度中国を訪問、ベルリン、パリ、ロンドン等を二回にわたって訪ね、ペリオ、スタイン、ヘディン等によって発掘された西域出土古文書(木簡・帛書)の書道史的調査を行った。
1943年慶大予科教授。1946年慶大文学部講師、1948年日展審査員、1950年日展運営会参事、1958年日展評議員、1959年東京教育大学教授、1960年「西域出土　晉代墨跡の書道史的研究」で文学博士、1964年國學院大學、東京大学文学部講師。
1955年に「隷書七言聯」で日本芸術院賞を受賞、1969年日本芸術院会員、日展常務理事、1972年勲三等瑞宝章受章、1977年文化功労者、日展顧問、1985年に日本の書家として初めて文化勲章を受章。1989年、死去。没年に、正三位勲一等瑞宝章を追贈された。
著作集全10巻がある。

## 経歴

### 子供時代
幼少時より書に親しみ、父・春洞の集めた書跡や拓本を玩具にして育った。5歳の時に早くも篆書と出会う。父の篆刻に興味を持ち、恐る恐る自分もやりたいと頼んだところ、石に布字してもらい彫ったという。その中で有名なのが「仁者寿」、そして実際にこの時書かれた篆書「寿」も残っている。
13歳の時に父と死別する。

### 青年時代
父と死別してからは、自ら「篆書時代」と称したように、篆書に没頭する毎日であった。以降の彼の作品は徐三庚や楊キ孫の書風で書かれ、自らを押し殺して完璧無比な作品を作り上げていった。
20代に入ると、王羲之の研究に没頭する。このときの「臨知足下帖」は「捨てがたき作品」として有名である。また、清代の諸作家の影響もあり、鄧石如の書に傾倒しては逃げ、傾倒しては逃げという繰り返しであったという。
そして彼の生涯傾倒する作家、趙之謙の書と出会う。自ら「鄧石如→包世臣→呉譲之→趙之謙→西川寧」として、趙之謙の「逆入平出」の筆法を汲み取り、以後の作品はすべてこの筆法による。
趙之謙の書を手に入れて自宅に飾ったとき、心底気に入って真似をしようと思ったが、線と線の間の絶妙に輝く余白がどうしても表現できなかったという。そこで趙之謙が、「気満」の書を最高と説く包世臣の書論に基づいていることを知り、「気満」の奥義である「逆入平出」の筆法を得たという。趙之謙は独自の「逆入平出」を編み出しており、西川はこの筆法に心酔した。

## 著作
- 『支那文学新選』　奥野信太郎共編、武蔵野書院、1930年
- 『六朝の書道』　東亜研究会（東亜研究講座）、1931年
- 『支那之書道』　興文社、1941年
- 『書道』 毎日新聞社、 1957年
- 『書の変相』　二玄社、1960年
- 『西川寧近十年作品』　二玄社、1965年
- 『西安碑林』　講談社、1966年
- 『書というもの』 二玄社、1969年
- 『書道講座』1～7（編） 二玄社、1971–74年
- 『和刻本書画集成』全12輯　 長沢規矩也共編、汲古書院、1975–77年
- 『日本書論集成』全6巻（編） 汲古書院、1978–79年
- 『河井荃廬の篆刻』　二玄社、1978年
- 『西川寧自選作品集』　二玄社、1979年
- 『西川寧臨賈思伯碑』　二玄社、1985年
- 『西川寧臨邑師僧智元乱等列名』　二玄社、1985年
- 『西川寧著作集』全10巻　 二玄社、1991–93年
- 『西川寧色紙百品』　二玄社、2002年
- 『猗園雑纂』(支那之書道の再刊)　二玄社、1985年